# Apure (Bundesstaat)
Apure ist einer der 23 Bundesstaaten Venezuelas. 
Die Hauptstadt ist San Fernando de Apure. Mit 593.7005 Einwohnern (Stand: 2017) ist Apure Venezuelas sechstkleinster Staat nach Einwohnern.

## Geographie
Die Llanos von Apure sind während des Tertiärs und Pleistozäns entstanden. Die Sedimente sind kaum gebildet und es gibt Sand-Tonbänke, die vor relativ kurzer Zeit aus Überschwemmungen entstanden sind. 

### Gewässer
Apure hat zahlreiche Flüsse. Alle sind Bestandteil des Orinokobeckens.
Der Apurefluss ist der längste Fluss des Bundesstaates, mit etwa 1000 km Länge.

## Verwaltungsgliederung
Der Staat setzt sich aus 7 Bezirken (Municipios) zusammen:
1. Achaguas (Achaguas)
2. Biruaca (Biruaca)
3. Muñoz (Bruzual)
4. Páez (Guasdualito)
5. Pedro Camejo (San Juan de Payara)
6. Rómulo Gallegos (Elorza)
7. San Fernando (San Fernando de Apure)

## Bevölkerung
Die Einwohner Apures sind meistens Llaneros, die spanischer und indianischer Herkunft sind. Es wohnen immer noch einige indianische Ethnien, wie die Pume oder Yaruro.